# 올릭스
올릭스 주식회사(OliX Pharmaceuticals, Inc.)는 RNA 간섭(Interference) 플랫폼 기술 기반의 신약 개발 기업이다.

## 역사
2010년 BMT 주식회사 (Bio Molecular Technology, Inc)로 설립되어, 2014년 올릭스 주식회사(OliX Pharmaceuticals, Inc.)로 사명을 변경하였다. 올릭스의 RNA 간섭 플랫폼 주요 기술로는 비대칭 asiRNA, 긴비대칭 lasiRNA, 자가전달비대칭 cp-asiRNA이 원천 핵심 플랫폼 기술이며, 관련 특허를 국내외 보유하고 있다. 올릭스는 지난 2017년 기술평가 2개 기관으로부터 모두 A등급을 받고, 2018년 코스닥 시장에 기술특례기업으로 상장(KQ 226950)되었다. 2013년 비대흉터 치료제(OLX101)의 아시아 판권을 휴젤 주식회사에 기술이전을 하였고, 현재 국내 임상 2상을 휴젤이 진행하고 있으며, 이와는 별도로 올릭스가 동 프로그램의 글로벌 임상 1상을 영국에서 진행하여 우수한 내약성을 확인하였다. 이 밖에도 노인성 황반변성(건성/습성/망막하섬유화) 치료제(OLX301A, OLX301D, OLX301G)와 망막색소변성증 치료제(OLX304A), 특발성폐섬유화 치료제(OLX201A), 미백(OLX102), 아토피(OLX103) 등의 치료제를 전략적으로 개발하고 있다.

## 개발 프로그램
OLX101 (비대흉터)
비대흉터치료제(OLX101)는 올릭스의 자체 원천기술을 통해 개발한 siRNA 치료제로서 아시아 최초로 임상 단계에 돌입했다. 외과수술 등으로 인해 피부 내 진피층의 콜라겐이 과다증식하여 비정상적으로 발생되는 현상을 비대흉터라고 하는데, 일반적으로 외과 수술 환자 중 39 - 68%에서 비대흉터가 발병하지만 아직까지 전문의약품은 전무한 상황이다.
올릭스는 라이선스 파트너인 휴젤(주)을 통해 2017년 1월 한국 식약처로부터 비대흉터치료제 후보물질(OLX10010)에 대한 임상 1상 시험을 승인 받아 2018년 5월 완료하였고, 영국 보건당국(MHRA)으로부터 2018년 5월에 CTA 승인을 받아 2019년 7월 글로벌 임상 1상 시험에서 우수한 내약성을 확인하였다.
OLX201A (특발성 폐섬유화)
특발성폐섬유화는 만성 진행성 간질성 폐질환으로 사망률이 매우 높은 질환이다. 환자 50% 이상이 진단 후 3년 이내 사망하며 5년 생존률은 20-40%에 불과하다. 현재까지 승인된 특발성폐섬유화 치료제들은 불충분한 효과 및 부작용 등으로 인해 사용이 제한적이다. 올릭스는 싱가포르 A*Star(국책연구기관)와 국제 공동연구를 통한 효력검증을 마치고 폐질환에 최적화된 제형 연구를 진행하는 등 오는 2020년 글로벌 임상 1상을 계획하고 있다.
OLX301A (건성 및 습성 황반변성)
건성황반변성 질환과 망막하섬유화증 질환 등 안구질환에는 현재 치료제가 전무하다. 이에 올릭스는 안과 질환 분야의 세계적 석학인 미국 버지니아 대학교 J. Ambati 교수의 자문을 받아 OLX301A (건성황반변성) 와 OLX301D (망막하섬유화증) 프로그램으로 치료제 개발을 위한 비임상 시험을 진행하고 있다. 특히 OLX301A는 건성 및 습성 황반변성 모두 효력을 보이고 있어 First-in-class 치료제로 기대가 되고 있는 프로그램으로 2019년 글로벌 임상 1상을 계획하고 있다.

## 연혁
2019
03월 건성 및 습성 황반변성 치료제(OLX301A) 기술 이전 (Thea, 유럽 등)
2018
07월 코스닥 상장(KQ 226950)
05월 비대흉터치료제 영국 임상 1상 시험 승인(CTA)
05월 비대흉터치료제 국내 임상 1상 종료 및 임상 2상 준비
05월 일동제약(주) 황반변성치료제(신규) 공동연구개발 협약 체결
2017
09월 기술성평가 통과 : A, A
05월 lasiRNA(긴비대칭siRNA) 미국 특허등록
02월 비대흉터치료제 국내 임상 1상 승인 (IND)
2016
12월 이동기 대표이사 보건복지부장관 표창
07월 비대흉터치료제 논문 JID 게재 (Journal of Investigative Dermatology)
03월 미백물질 국제화장품원료집 등재
2015
07월 기술혁신형중소기업 이노비즈(INNO-BIZ) 인증
04월 아토피치료제 중소기업청 기술개발지원사업 선정
2014
11월 비대흉터치료제 전임상/임상 ‘범부처전주기신약개발지원사업’선정
09월 특발성폐섬유화치료제 ‘한국-싱가포르 R&D 국제공동연구지원 사업’ 선정 (보건복지부)
09월 사명 변경 : 올릭스(주)
2013
11월 비대흉터치료제(OLX101) 기술 이전(휴젤(주), 아시아)
06월 비대칭 RNAi 호주/유럽 특허등록
05월 자가전달 siRNA 특허출원(한국, PCT, 미국, 유럽, 중국, 일본)
2011
12월 "자가 전달 RNAi 기술" 개발 및 비대흉터 치료제 개발 개시(BMT101)
2010
02월 비엠티(주) 설립